# Robert Lijesen
Robert Lijesen (* 5. Februar 1985 in Dordrecht) ist ein niederländischer Schwimmer.

## Werdegang
Lijesens favorisierte Distanzen sind die 50 m und 100 m Freistil. Derzeit lebt er in Eindhoven und wird dort vom ehemaligen Weltmeister Marcel Wouda trainiert.
Im März 2008, bei den Europameisterschaften in Eindhoven wurde er über die 100 m Freistil Zwölfter und über die 50 m Freistil Sechster. Mit der 4 × 100-m-Freistilstaffel erreichte er die Bronzemedaille. In diesem Lauf hatte er eine schnellere Laufzeit als der Serienolympiasieger Pieter van den Hoogenband, der bei diesen Wettkämpfen mit einer Grippe zu kämpfen hatte.
Bei den Kurzbahnweltmeisterschaften 2008 in Manchester gewann er gemeinsam mit Mitja Zastrow, Bas van Velthoven und Robin van Aggele über die 4 × 100 m Freistil die Silbermedaille in Europarekordzeit.

## Rekorde
| Europarekorde (1)                                                       | Europarekorde (1) | Europarekorde (1) | Europarekorde (1) |
| ----------------------------------------------------------------------- | ----------------- | ----------------- | ----------------- |
| 4 × 100 m Freistil (Kurzbahn) (mit Zastrow, v. Velthoven und v. Aggele) | 03:09,18 min      | 9. April 2008     | Manchester        |
| (Stand: 8. August 2008)                                                 |                   |                   |                   |